# Territorio de Stikine
El Territorio de[l] Stikine (en inglés: Stickeen Territories), conocido también como Territorio Stikee/Stickeen, fue un territorio de la Norteamérica británica cuya breve existencia comenzó el 19 de julio de 1862 y concluyó en julio del año siguiente. La región se separó del Territorio Noroeste a raíz de la fiebre del oro en Stikine, lo cual atrajo a un gran número de mineros -en su mayoría estadounidenses- a la zona. Para separar la región de la zona comercial exclusiva de la Compañía de la Bahía de Hudson, las autoridades británicas tuvieron que imponer aranceles y licencias a los especuladores. El nuevo territorio, llamado así por el río Stikine, estuvo a cargo del Gobernador de la Colonia de la Columbia Británica, James Douglas, que fue nombrado "Administrador de los Territorios del Stickeen" y bajo la ley británica, dentro de la jurisdicción de la Corte Suprema de Columbia Británica.
Los límites del territorio fueron: el paralelo 62° Norte, el meridiano 125° Oeste, los ríos Nass y Finlay al sur, y la lengua de territorio de la América rusa hacia el oeste (sólo vagamente definida por un tratado y discutido hasta el Acuerdo de Límites de Alaska de 1903).
Un año más tarde, el Stickeen fue añadida a la Colonia de la Columbia Británica (junto con la Colonia de las Islas de la Reina Carlota), con excepción del sector ubicado al norte del paralelo 60°, el cual fue devuelto a los Territorios del Noroeste. En 1895, esta banda se volvió a redistribuir, esta vez para el Distrito de Yukón tras la fiebre del oro de Klondike.